# Aa (wieś)
Aa – wieś w północnej Estonii, na południowym wybrzeżu Zatoki Fińskiej. Wieś jest położona we wschodniej części gminy Lüganuse, 10 km na północny wschód od Lüganuse. W roku 2000 we wsi mieszkało 190 osób.
Pierwsze wzmianka o Aa znajduje się w Libre Census Daniae – duńskim spisie statystycznym z 1241, gdzie wieś występuje pod nazwą Hazæ. Później była też znana pod niemiecką nazwą Haakhof.
W Aa znajduje się dwór, wybudowany w latach 1426–1487. Obecnie mieści się w nim dom dla osób w podeszłym wieku.